# Nogueras
Nogueras település Spanyolországban, Teruel tartományban. Nogueras Herrera de los Navarros, Villar de los Navarros, Loscos, Santa Cruz de Nogueras és Luesma községekkel határos. Lakosainak száma 32 fő (2024).

## Népesség
A település népessége az utóbbi években az alábbiak szerint változott:
| Lakosok száma | 18   | 18   | 32   | 34   | 31   | 30   | 28   | 22   | 27   | 32   |
|               | 2001 | 2004 | 2007 | 2009 | 2012 | 2014 | 2017 | 2019 | 2022 | 2024 |